# Witchcraft (singel Pendulum)
„Witchcraft” – drugi singel z albumu australijsko–brytyjskiego zespołu Pendulum pt. Immersion. Utwór notowany był na listach przebojów w Australii i Wielkiej Brytanii. Autorem okładki singla jest Maciej Hajnrich. Utwór został wykorzystany w ścieżce dźwiękowej do gry WRC: FIA World Rally Championship.

## Teledysk
Reżyserami teledysku do utworu są Barney Steel i Michael Sharpe. Został opublikowany w serwisie internetowym YouTube 29 czerwca 2010 r.

## Lista utworów
iTunes bundle
(wydany 16 lipca 2010)
1. „Witchcraft” – 4:12
2. „Witchcraft” (Rob Swire's drum-step mix) – 5:44
3. „Witchcraft” (Chuckie Remix) – 6:14
4. „Witchcraft” (John B remix) – 6:53
5. „Witchcraft” (Netsky remix) – 4:56
6. „Witchcraft” (music video) – 3:52

CD single
(wydany 19 lipca 2010)
1. „Witchcraft” – 4:12
2. „Witchcraft” (Rob Swire's drum-step mix) – 5:44
3. „Witchcraft” (Chuckie Remix) – 6:14
4. „Witchcraft” (John B remix) – 6:53
5. „Witchcraft” (Netsky remix) – 4:56

12" vinyl single
(wydany 15 listopada 2010)
1. „Witchcraft” (Rob Swire's drum-step mix) – 5:44
2. „Witchcraft” (Netsky remix) – 4:56

## Notowania na listach przebojów
| Lista                             | Najwyższa pozycja |
| --------------------------------- | ----------------- |
| Australia (Top 50 Singles)        | 56                |
| Wielka Brytania (Singles Top 100) | 29                |